# Benedetto Ardinghelli
Benedetto Ardinghelli (Firenze, 1333 circa – 31 luglio 1383) è stato un vescovo cattolico italiano.

## Biografia
Nato intorno al 1333 a Firenze nella nobile famiglia Ardinghelli da Neri e Betta de' Cedernelli, entrò nell'Ordine domenicano nel convento di Santa Maria Novella. Nel 1378 venne nominato vescovo di Castellaneta da papa Urbano VI. Mantenne l'incarico fino alla morte, avvenuta nel 1383.